# Barchín del Hoyo (kommun)
Barchín del Hoyo är en kommun i Spanien.   Den ligger i provinsen Provincia de Cuenca och regionen Kastilien-La Mancha, i den centrala delen av landet, 160 km sydost om huvudstaden Madrid.